# Sveriges herrlandslag i volleyboll
Sveriges herrlandslag i volleyboll spelade sin första match i Köpenhamn den 19 april 1962, och förlorades med 0–3 mot Finland vid nordiska mästerskapet.
Med begränsade framgångar de första årtiondena genomgick landslaget en snabb utveckling under 1980-talet och tillhörde i slutet av decenniet och i början av 1990-talet världseliten. Vid EM 1989, som spelades i Sverige, tog svenskarna silver. I semifinalen slog de oväntat Sovjetunionen, som vunnit samtliga EM från 1967 och framåt, i en tuff femsettare. Före omkring 1985 och efter omkring 1995 har Sverige aldrig varit något topplag. Under tiden 1998–2002 fanns inget landslag utan Sverige representerades av klubblag. Under 2022 och 2023 spelade laget inga tävlingsmatcher då förbundet prioriterade herrlandslaget i beachvolleyboll och damlandslaget i volleyboll, som bägge är mer internationellt konkurrenskraftiga. I mars 2024 rekryterades Gido Vermeulen som ny förbundskapten med kontrakt fram till 2028 och laget kommer att delta i kvalet till EM 2026.

## Mesta landslagsspelare (t.o.m. 2019)[30]
Listan omfattar spelar med minst 60 landskamper.

1. Per-Anders Sääf - 394 landskamper
2. Jan Hedengård - 387 landskamper
3. Lars Nilsson - 385 landskamper
4. Peter Tholse - 370 landskamper
5. Urban Lennartsson - 285 landskamper
6. Mats Karlsson - 260 landskamper
7. Johan Isacsson - 255 landskamper
8. Håkan Björne - 240 landskamper
9. Bengt Gustafson - 233 landskamper
10. Mikael Kjellström - 230 landskamper
11. Tomas Hoszek - 177 landskamper
12. Jan Lundgren - 166 landskamper
13. Niclas Tornberg - 157 landskamper
14. Hans Wiksten - 156 landskamper
15. Jannis Kalmazidis - 149 landskamper
16. Mats Ekman - 146 landskamper
17. Urban Andersson - 133 landskamper
18. Marcus Nilsson - 129 landskamper
19. Jacek Kresakowski - 121 landskamper
20. Ingmar Larsson - 114 landskamper
21. Robert Malnacs - 114 landskamper
22. Kristian Wrethander - 110 landskamper
23. Mathias Arnkärr - 107 landskamper
24. Ulf Martinsson - 105 landskamper
25. Lennart Larsson - 104 landskamper
26. Anders Kristiansson - 102 landskamper
27. Olle Åström - 101 landskamper
28. Anders Lundmark - 99 landskamper
29. Roland Carlsson - 97 landskamper
30. Erik Sundberg - 97 landskamper
31. Bo Strand - 96 landskamper
32. Anton Wijk Tegenrot - 93 landskamper
33. Kalle Sandberg - 89 landskamper
34. Jörgen Eriksson - 88 landskamper
35. Göran Karlsson - 87 landskamper
36. Patrik Johansson - 86 landskamper
37. Stefan Wilhelmsson - 86 landskamper
38. Veikko Koskelainen - 85 landskamper
39. Dardan Lushtaku - 84 landskamper
40. Wilhelm Nilsson - 84 landskamper
41. Johan Olsson - 83 landskamper
42. Kenth Söderström - 82 landskamper
43. Jan Holmqvist - 81 landskamper
44. Martin Yngerskog - 81 landskamper
45. Jonas Svantesson - 80 landskamper
46. Lars Persson - 78 landskamper
47. Niclas Bagelius - 71 landskamper
48. Staffan Blomgren - 71 landskamper
49. Per Köhler - 70 landskamper
50. Johann Andersson - 68 landskamper
51. Torsten Rothoff - 68 landskamper
52. Lenny Jansson - 66 landskamper
53. Hannes Brinkborg - 65 landskamper
54. Björn Petersén - 65 landskamper
55. Andreas Eriksson - 63 landskamper
56. Arvo Comén - 60 landskamper

## Trupp

### Uttagningsläger (2024)[31]
Följande spelare kallades till uttagningsläger i början av maj 2024 (namn, spelposition, nuvarande klubb, moderklubb):

- Joel Andersson, libero, Kyyjärven KyKy, Finland (Norsjö VK)
- Erik Ask, spiker, RIG Falköping/Västerås VBK (Västerås VBK)
- Kasper Benjaminsson, spiker, Hylte/Halmstad VBK (IK Ymer)
- Alfred Brink, passare, Numidia TopVolleybal Limburg, Nederländerna (Engelholms VS)
- Jacob Ekman, VaLePa, center, Finland (Värnamo VBA)
- Hampus Ekstrand, spiker, Prisma Taranto Volley, Italien (Falköpings VK)
- Daniel Gruvaeus, spiker, WWK Volleys Herrsching, Tyskland (Falkenbergs VBK)
- Johan Gruvaeus, spiker, Vitória SC, Portugal (Falkenbergs VBK)
- Lucas Gustavsson, Stichting Orion, center, Nederländerna (Engelholms VS)
- Nezar Harouk, Karelian Hurmos, center, Finland (Kalmar VBK)
- Patrik Johansson, center, Lunds VK (Vindrarps VK)
- Joar Jämtsved Millberg, Prima Donna Kaas Huizen, center, Nederländerna (Sollentuna VK)
- Viktor Lindberg, spiker, Floby VK (Vingåkers VK)
- Jacob Link, spiker, Al-Najma SC, Bahrain (Lunds VK)
- Max Petersson, spiker, Hylte/Halmstad VBK (Engelholms VS)
- David Pettersson, center, Hylte/Halmstad VBK (Vingåkers VK)
- Anton Ribom, Hylte/Halmstad VBK, center, (Hylte/Halmstad VBK)
- Emil Serreau, passare, Saint-Quentin Volley, Frankrike
- Edvin Svärd, libero, Draisma Dynamo, Nederländerna (Falkenbergs VBK)
- Oskar von Sydow, passare, UVC Ried, Österrike (Sollentuna VK)

### EM-kval (2024)[32]
Följande spelare deltar i förberedelserna för EM-kvalet 2024 (namn, spelposition, nuvarande klubb, moderklubb):

- Joel Andersson, libero, Kyyjärven KyKy, Finland (Norsjö VK)
- Erik Ask, spiker, RIG Falköping/Västerås VBK (Västerås VBK)
- Kasper Benjaminsson, spiker, Hylte/Halmstad VBK (IK Ymer)
- Alfred Brink, passare, Numidia TopVolleybal Limburg, Nederländerna (Engelholms VS)
- Jacob Ekman, VaLePa, center, Finland (Värnamo VBA)
- Axel Enlund, spiker, RIG Falköping/Stöcke IF (Stöcke IF)
- Måns Eriksson, center, RIG Falköping/Örkelljunga VK (Örkelljunga VK)
- Hampus Ekstrand, spiker, Prisma Taranto Volley, Italien (Falköpings VK)
- Daniel Gruvaeus, spiker, WWK Volleys Herrsching, Tyskland (Falkenbergs VBK)
- Patrik Johansson, center, Lunds VK (Vindrarps VK)
- Viktor Lindberg, spiker, Floby VK (Vingåkers VK)
- Jacob Link, spiker, Al-Najma SC, Bahrain (Lunds VK)
- Max Petersson, spiker, Hylte/Halmstad VBK (Engelholms VS)
- David Pettersson, center, Hylte/Halmstad VBK (Vingåkers VK)
- Edvin Svärd, libero, Draisma Dynamo, Nederländerna (Falkenbergs VBK)
- Oskar von Sydow, passare, UVC Ried, Österrike (Sollentuna VK)

## Ledarstab
Utöver Gido Vermeulen består ledarstaben av Emil Norberg (team manager), Kalle Nordén (assisterande coach), David Ottosson (assisterande coach) och Jakob Langwagen (scout).

### Fotnoter
1. ↑  ”1967 Senior European Championships” (på engelska). Confédération Européenne de Volleyball. https://www-old.cev.eu/Competition-Area/competition.aspx?ID=266&PID=572. Läst 21 oktober 2023.
2. ↑  Ottosson, David (30 november 2010). ”Volleybollens etablering i Sverige” (på engelska). sid. 55. https://vdocuments.mx/download/volleybollens-etablering-i-sverige-2016-06-07-1-stockholms-universitet-historiska.html. Läst 11 november 2023.
3. ↑  Ottosson, David (30 november 2010). ”Volleybollens etablering i Sverige” (på engelska). sid. 57. https://vdocuments.mx/download/volleybollens-etablering-i-sverige-2016-06-07-1-stockholms-universitet-historiska.html. Läst 11 november 2023.
4. ↑  ”1971 Senior European Championships” (på engelska). Confédération Européenne de Volleyball. https://www-old.cev.eu/Competition-Area/competition.aspx?ID=268&PID=575. Läst 21 oktober 2023.
5. 1 2  ”EVENTOS INTERNACIONAIS” (på portugisiska). Federação Portuguesa de Voleibol. https://www.fpvoleibol.pt/historico/eventos_1998-1979.pdf. Läst 11 november 2023.
6. ↑  ”1984/1985 Senior European Championships” (på engelska). Confédération Européenne de Volleyball. https://www-old.cev.eu/Competition-Area/competition.aspx?ID=274&PID=582. Läst 21 oktober 2023.
7. ↑  ”1986/1987 Senior European Championships” (på engelska). Confédération Européenne de Volleyball. https://www-old.cev.eu/Competition-Area/competition.aspx?ID=275&PID=583. Läst 21 oktober 2023.
8. ↑  Raymond Wardenær. ”Spring Cup 1988. landslaget for menn” (på engelska). https://osloray.wordpress.com/tag/spring-cup-1988-landslaget-for-menn/. Läst 11 november 2023.
9. ↑  ”Olympedia”. https://www.olympedia.org/results/37404.
10. ↑  ”1988/1989 Senior European Championships” (på engelska). Confédération Européenne de Volleyball. https://www-old.cev.eu/Competition-Area/competition.aspx?ID=276&PID=585. Läst 7 april 2023.
11. ↑  Todor Krastev. ”Men Volleyball XII World Championship 1990 Rio de Janeiro (BRA) - 18-28.10 - Winner Italy” (på engelska). http://www.todor66.com/volleyball/World/Men_1990.html. Läst 2 december 2023.
12. ↑  ”1990/1991 Senior European Championships” (på engelska). Confédération Européenne de Volleyball. https://www-old.cev.eu/Competition-Area/Competition.aspx?ID=277&PID=586. Läst 21 oktober 2023.
13. ↑  ”1992/1993 Senior European Championships” (på engelska). Confédération Européenne de Volleyball. https://www-old.cev.eu/Competition-Area/Competition.aspx?ID=278&PID=588. Läst 21 oktober 2023.
14. 1 2 3 4 5 6 7 8 9 10 11 12 13 14  ”CEV:s databas”. https://www-old.cev.eu/Competition-Area/CompetitionTeamDetails.aspx?TeamID=11822.
15. ↑  ”2017 CEV Volleyball European League - Men” (på engelska). Confédération Européenne de Volleyball. https://www-old.cev.eu/Competition-Area/competition.aspx?ID=988&PID=-2. Läst 21 oktober 2023.
16. ↑  ”2018 CEV Volleyball European Golden League - Men” (på engelska). Confédération Européenne de Volleyball. https://www-old.cev.eu/Competition-Area/competition.aspx?ID=1089&PID=-2. Läst 21 oktober 2023.
17. ↑  ”Landslagstruppen i volleyboll”. Expressen. 13 april 2004. https://www.expressen.se/sport/landslagstruppen-i-volleyboll/. Läst 12 augusti 2023.
18. 1 2  ”NOTISER”. SVT Nyheter. 4 mars 2005. https://www.svt.se/sport/artikel/notiser-175. Läst 21 oktober 2023.
19. ↑  Martin Erlandsson (14 mars 2002). ”"Krickan" volleykapten”. Hallands Nyheter. https://www.hn.se/sport/krickan-volleykapten-1.3668535. Läst 21 oktober 2023.
20. ↑  TT (26 oktober 2018). ”ISSN”. Svenska Dagbladet. https://www.svd.se/a/A2yB8E/forbundskapten-slutar-efter-14-ar. Läst 21 oktober 2023.
21. ↑  https://www.linkedin.com/in/per-erik-dalqvist-b2273114/
22. ↑  Fredrik Jonsson (20 maj 2022). ”Ljutovacs dröm efter förbundskaptensdebuten: ”Det största””. Hallandsposten. https://www.hallandsposten.se/sport/volleyboll/ljutovacs-dr%C3%B6m-efter-f%C3%B6rbundskaptensdebuten-det-st%C3%B6rsta-1.73169993. Läst 21 oktober 2023.
23. ↑  ”Gido Vermeulen ny förbundskapten för Sveriges volleybollherrar”. Svenska Volleybollförbundet. https://volleyboll.se/volleyboll/nyheter/landslag-volleyboll/2024-03-05-gido-vermeulen-ny-forbundskapten-for-sveriges-volleybollherrar. Läst 5 mars 2024.
24. ↑  Gustafsson, Stig. Bollsportens först och störst. Forum
25. ↑  ”Volleyboll: EM 1989”. SVT. https://www.svtplay.se/video/8PbEQnj/volleyboll-em-1989. Läst 7 april 2023.
26. ↑  ”Hårds historier - När Sverige välte Sovjet”. SVT. https://www.svtplay.se/video/K5wYEDZ/hards-historier/nar-sverige-valte-sovjet?id=K5wYEDZ. Läst 7 april 2023.
27. ↑  ”"Krickan" volleykapten”. Hallands Nyheter. 14 mars 2002. https://www.hn.se/sport/krickan-volleykapten-1.3668535. Läst 21 oktober 2023.
28. ↑  ”Herr”. Svenska volleybollförbundet. https://volleyboll.se/volleyboll/landslag/herr. Läst 21 oktober 2023.
29. ↑  ”Gido Vermeulen ny förbundskapten för Sveriges volleybollherrar” (på engelska). Svenska volleybollförbundet. https://www.volleyboll.se/volleyboll/nyheter/landslag-volleyboll/2024-03-05-gido-vermeulen-ny-forbundskapten-for-sveriges-volleybollherrar.
30. ↑  Svensk volleyboll. ”Personlig A-landskampsstatistik, herrar”. Arkiverad från originalet den 25 september 2021. https://web.archive.org/web/20210925121530/https://www.volleyboll.se/volleyboll/Volleybollandslagen/Herr/Historik/Personstatistik/. Läst 25 september 2021.
31. 1 2  ”20 spelare kallade till uttagningsläger till herrlandslaget”. Svenska volleybollförbundet. 4 april 2024. https://volleyboll.se/volleyboll/nyheter/landslag-volleyboll/2024-04-04-20-spelare-kallade-till-uttagningslager-till-herrlandslaget. Läst 4 april 2024.
32. ↑  ”Inför EM-kvalet: här är den svenska herrlandslagtruppen”. Svenska volleybollförbundet. 12 juli 2024. https://volleyboll.se/volleyboll/nyheter/landslag-volleyboll/2024-07-12-infor-em-kvalet-har-ar-den-svenska-herrlandslagtruppen. Läst 14 juli 2024.